# Centrul medical regional Târgu Mureș

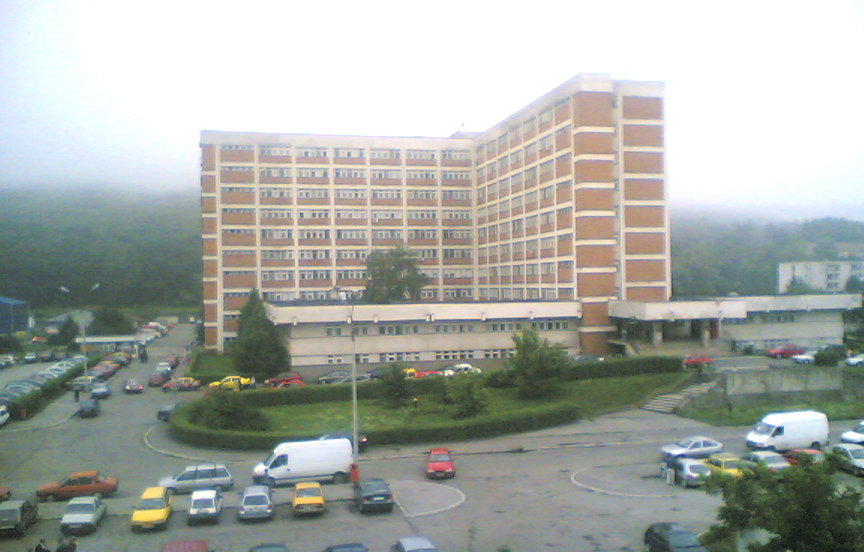
Spitalul Clinic Judeţean de Urgenţă Târgu Mureş

Alături de județul Brașov, Mureșul deține cea mai dezvoltată rețea sanitară din Regiunea de dezvoltare Centru, cel mai important spital fiind cel de urgență din Târgu Mureș.
În sistemul medical național din România, orașul este un centru de polarizare nu doar la nivelul județului Mureș, ci și unul regional, din punctul de vedere al calității și gradului de specializare al actului medical.

## Infrastructura
În municipiu există unități sanitare capabile să ofere servicii medicale cu complexitate înaltă, între care se evidențiază: 
- Spitalul Clinic Județean de Urgență Târgu Mureș[3] (unitate regională de urgență cu clasificare Ia[4], care actual include și fostul Institut de Boli Cardiovasculare și Transplant Târgu Mureș).
- Serviciul Mobil de Urgență, Reanimare și Descarcerare (SMURD)
- Spitalul Clinic Județean Mureș. Acesta are secțiile și compartimentele amplasate în sistem pavilionar pe întreg arealul municipiului, precum și puncte de lucru pentru asigurarea serviciilor paraclinice și conexe[5].

Servicii medicale spitalicești, mai sunt furnizate de:
- Spitalul Nova Vita. Este o unitate sanitară (investiție cu capital privat) cu 170 de paturi[6].
- Spitalul Centrului Medical Galenus[7]. Funcționează tot în baza unei investiții cu capital privat.

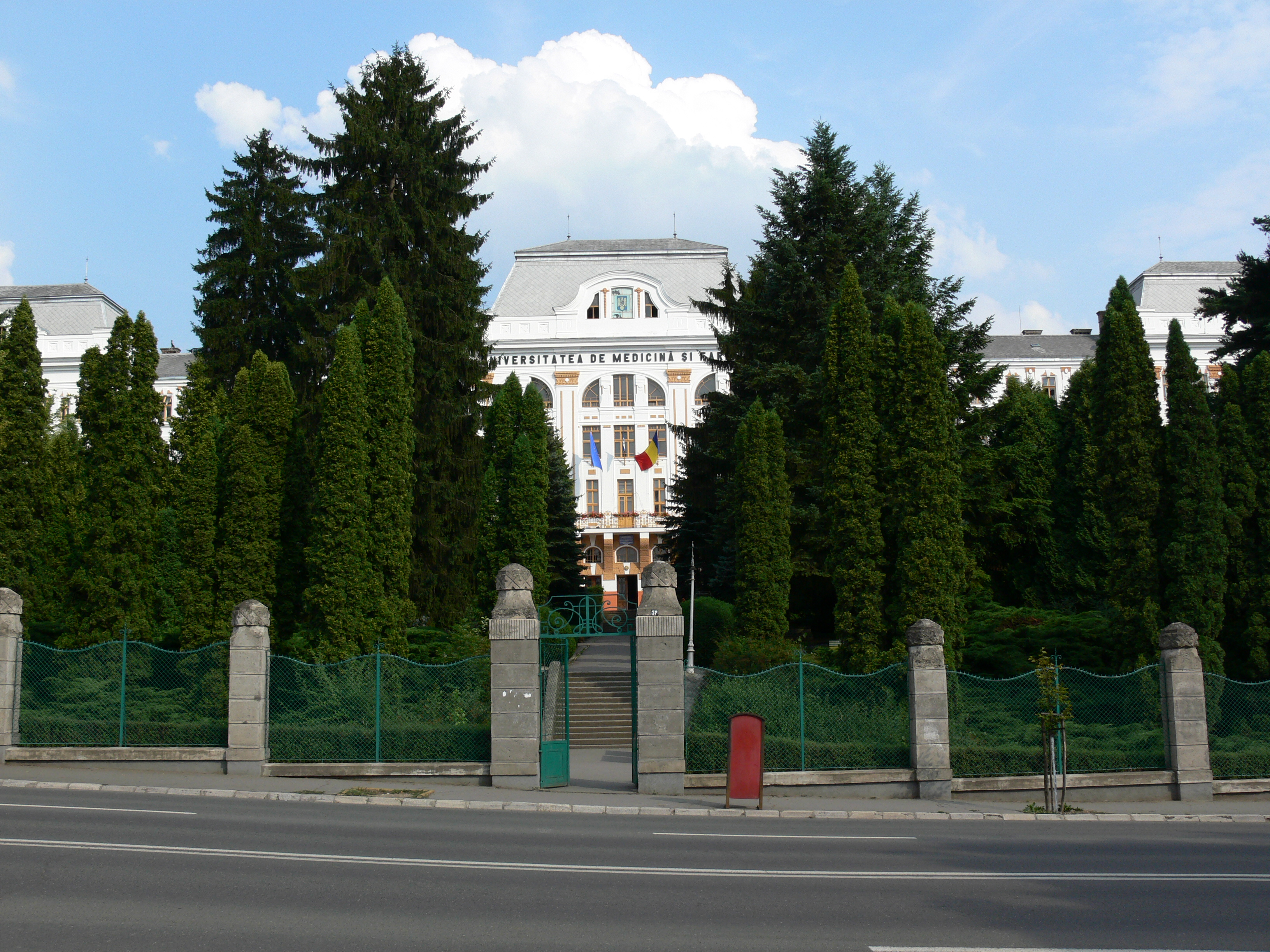
Clădirea UMF Târgu Mureş

## Universitatea de Medicină și Farmacie
Orașul este unul dintre cel 6 centre universitare din România - din domeniul medicinei. Universitatea de Medicină și Farmacie - cu un statut multicultural și multilingvistic (predarea făcându-se atât în limba română, cât și în cea maghiară sau în engleză) - oferă cadru pentru următoarele facultăți: 
- Medicină (Programe de studii: Medicină, Moașe, Asistență medicală generală, Balneofizikinetoterapie și recuperare, Nutriție și dietetică, Educație fizică și sportivă)
- Farmacie (Programe de studii: Farmacie, Asistență de farmacie)
- Medicină dentară (Programe de studii:Medicină, Tehnică, Asistență - dentare), precum și pentru studii de Asistență medicală și dentară, Moașe, Tehnică dentară și farmaceutică.

Instituția este afiliată unor programe de cercetare ce se desfășoară atât în cadrul său cât și în cadrul clinicilor partenere.

## Încadrarea cu personal
O bună parte a personalului medical superior care deservește unitățile medicale din municipiu, sunt cadre didactice universitare ale Universității de Medicină și Farmacie Târgu Mureș.

## Competențe
Orașul oferă suport pentru o serie de servicii de coordonare a activității medicale regionale, cum ar fi:
- Sediul de coordonare medicală (SMURD 1) al Serviciului Mobil de Urgență,Reanimare și Descarcerare din regiunea Centru[12][13].

- În cadrul SMURD 1, a Inspectoratului Pentru Situații de Urgență și Unității de Primiri Urgențe din cadrul Spitalului Clinic Județean Târgu Mureș, se află Centrul metodologic național pentru implementarea și dezvoltarea serviciilor mobile de urgență, reanimare și descarcerare.
- De asemeni UPU-SMURD din cadrul Spitalului Clinic Județean de Urgență Târgu Mureș, este unul dintre cele 8 centre regionale care asigură recepția și analiza datelor sistemului de telemedicină ale Sistemului național de asistență medicală de urgență și prim ajutor calificat, care servește la coordonarea, monitorizarea și gestionarea intervențiilor de urgență în faza prespitalicească. Aici în cadrul centrului de primire și analiză a datelor este organizat un centru de expertiză și informare în toxicologie, la care sunt arondate următoarele regiuni: Mureș, Cluj, Timiș, Iași. În ceea ce privește dotările, Unitatea de Primiri Urgențe Târgu Mureș este considerată etalon, fiind anul 2012 cea mai modernă de acest fel din România.

- Centrul Regional de Transfuzie Sanguină Tg-Mureș - nucleu al Grupării de Interes Regional (G.I.R.) „Mureș”[15]
- Centrul Regional de Sănătate Publică Târgu Mureș (CRSPM)[16]

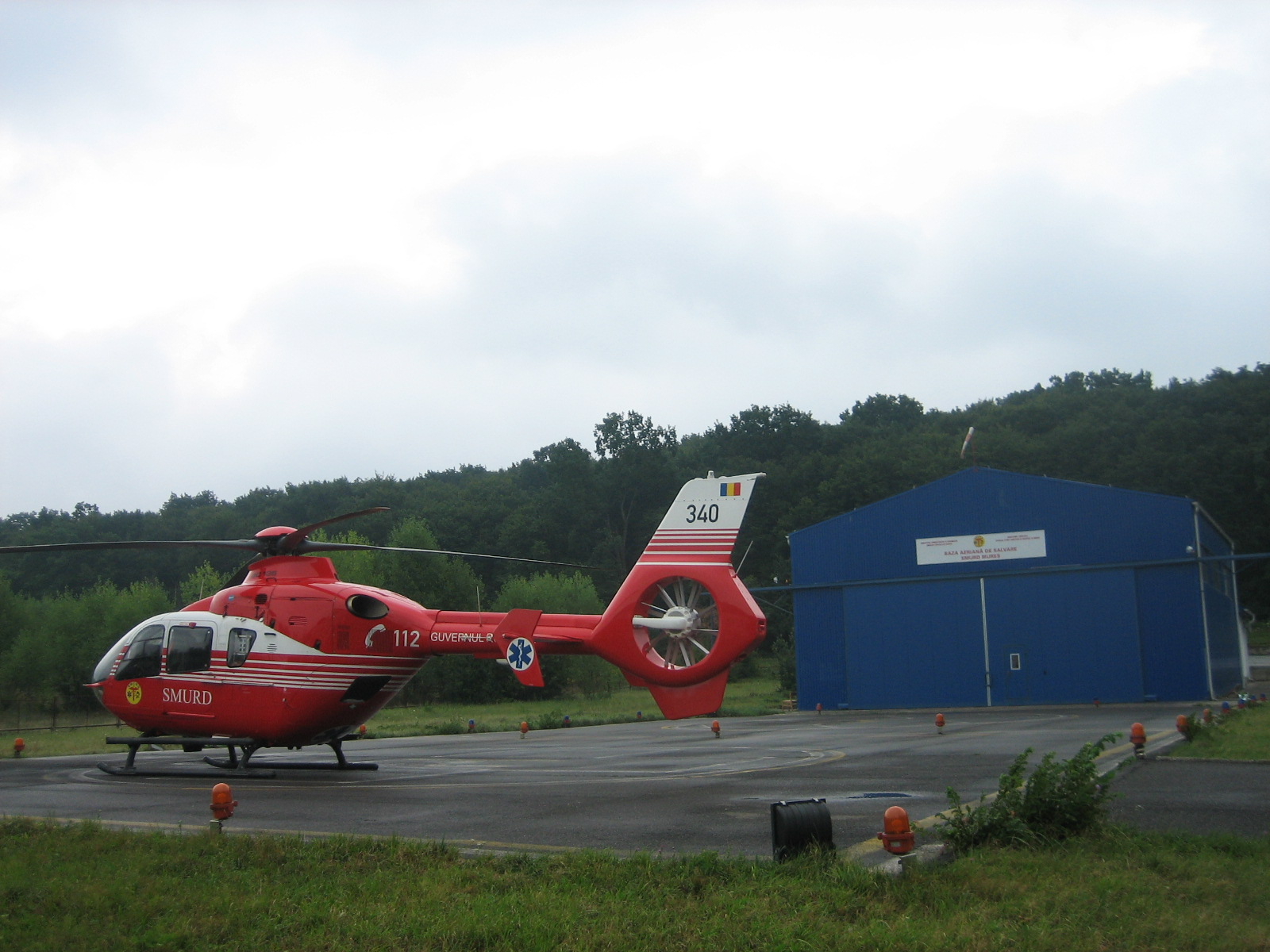
Elicopter SMURD

În ceea ce privește activitatea de transplant, dintre clinicile Spitalului Județean de Urgență câteva sunt autorizate pe plan național să efectueze următoarele:
- Transplant cardiac (structura fostului Institut de Boli Cardiovasculare și Transplant)
- Transplant medular (Secția clinică de Hematologie și Transplant de celule stem)
- Declararea donatorilor cadavru (Clinica A.T.I)
- Testare imunologică și virusologică precum și de histocompatibilitate (Laboratorul clinic de imunologie și transplant)[18]
- Prelevare de celule stem hematopoietice de la donatori neînrudiți pentru pacienți din România[18]

Centrul Regional de Transfuzie Sanguină este autorizat să efectueze activitate de recrutare a donatorilor neînrudiți de celule stem hematopoietice.

## Servicii medicale
Un număr semnificativ dintre pacienții spitalizați în Târgu Mureș provin din alte județe. In anul 2009, Spitalul Clinic Județean de Urgență a obținut - în România - locul 1 din punct de vedere al Indicelui de complexitate a cazurilor rezolvate.

## Proiecte
Planul integrat de dezvoltare urbană a municipiului Tîrgu-Mureș, dezvoltat în conformitate cu obiectivele propuse pentru Strategia de dezvoltare regională 2007-2013, a implicat evoluția orașului ca centru medico – farmaceutic de interes regional și național.
Pe fondul creării cadrului legislativ care atribuie orașului un rol semnificativ în sistemul medical național, Ministerul Sănătății a finanțat, finanțează și își propune în continuare să dirijeze fonduri, pentru reabilitarea bazei materiale precum și pentru noi investiții în tehnologia medicală - pe plan local.
Deși cu perspective de a deveni primul spital regional de urgență din punctul de vedere al normativelor internaționale, Spitalul Județean de Urgență necesită în continuare investiții semnificative, cu predilecție la secțiile de ATI, la cele care compun blocul operator și la Clinica de Chirurgie cardiacă pediatrică.
Există în studiu un proiect al Ministerului Sănătății de construcție a unui nou spital regional de urgență, pe un teren din apropiere de Sângeorgiu de Mureș. Spitalul, gândit ca o unitate compactă și autonomă, ar putea avea între 700 și 900 de paturi. Încă nu este asigurată finanțarea pentru această investiție.
În aprilie 2010 Guvernul României a semnat cu compania IBM, un parteneriat pentru dezvoltarea unui Centru de excelență în cercetare medicală - la Târgu Mureș.